# Чилурті
Чилурті (груз. ჭილურტი) — село в Грузії.
За даними перепису населення 2014 року в селі проживає 213 осіб.